# Antoni Chitry de Freyselsfeld
Antoni Chitry de Freyselsfeld (ok. 1832, zm. 28 października 1894) – pułkownik cesarsko-królewskiej Obrony Krajowej.

## Życiorys
Jako kapitan 2. klasy 4 Pułku Piechoty wziął udział w kampanii włoskiej i pruskiej podczas wojny prusko-austriackiej. Odniósł rany w bitwie pod Königgrätz 3 lipca 1866. W następnym roku został pensjonowany.
Na stopień podpułkownika został mianowany ze starszeństwem z 1 maja 1881. Pełnił funkcje komendanta Galicyjskiego Batalionu Piechoty Obrony Krajowej Stryj Nr 65 w Stryju. W 1884 został przeniesiony do Galicyjskiego Batalionu Piechoty Obrony Krajowej Rzeszów Nr 55 w Rzeszowie na stanowisko komendanta batalionu. 28 października został mianowany tytularnym pułkownikiem. W 1888 został przeniesiony w stan spoczynku, w stopniu rzeczywistego pułkownika. Wspierał Polskie Towarzystwo Gimnastyczne „Sokół” w Rzeszowie. W 1893 przeniósł się z Rzeszowa do Lwowa. Zmarł 28 października 1894 w wieku 62 lat.
W późniejszych latach żołnierzem został także Antoni Ferdynand Chitry de Freyselsfeld (ur. 1873), podpułkownik tytularny Wojska Polskiego.

## Ordery i odznaczenia
- Krzyż Zasługi Wojskowej z dekoracją wojenną – 1866
- Signum Laudis Brązowy Medal Zasługi Wojskowej na czerwonej wstążce